# Michelangelo Caetani

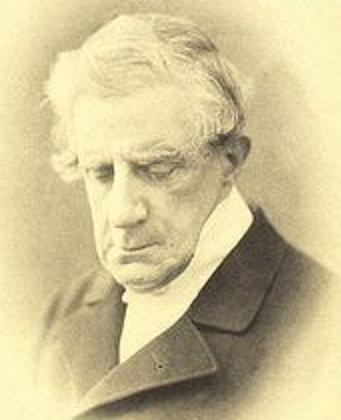
Michelangelo Caetani (1804–1882)

Michelangelo Caetani, duque de Sermoneta y príncipe de Teano (Roma, 20 de marzo de 1804-Roma, 12 de diciembre de 1882) fue una figura política italiana. Intelectual y erudito, era amigo de las artes y con un gran interés por la literatura y la escultura. Ministro de Gobernación, tras la unificación fue nombrado Gobernador de Roma en 1860.

## Biografía
Descendiente de la noble familia Caetani, que jugó un gran papel en la historia de Pisa y Roma, fue educado en casa por tutores privados. Sin embargo, su interés por las artes lo llevó rápidamente a acudir a los talleres de los escultores Bertel Thorvaldsen y Pietro Tenerani, del pintor Tommaso Minardi o del orfebre Fortunato Pio Castellani. El último de los tres transformó los dibujos de Caetani en verdaderas joyas de estilo antiguo que hoy se conservan en parte en el Museo Nacional Etrusco de Roma. Caetani también fue estudioso de Dante Alighieri y publicó obras relevantes, como La Materia nella Divina Commedia y Carteggio Dantesco y diseñó una serie de mapas topográficos para ser utilizados por los estudiantes de la Divina Comedia. Su obra fue impresa por los monjes de Monte Cassino, utilizando la técnica de la cromolitografía.

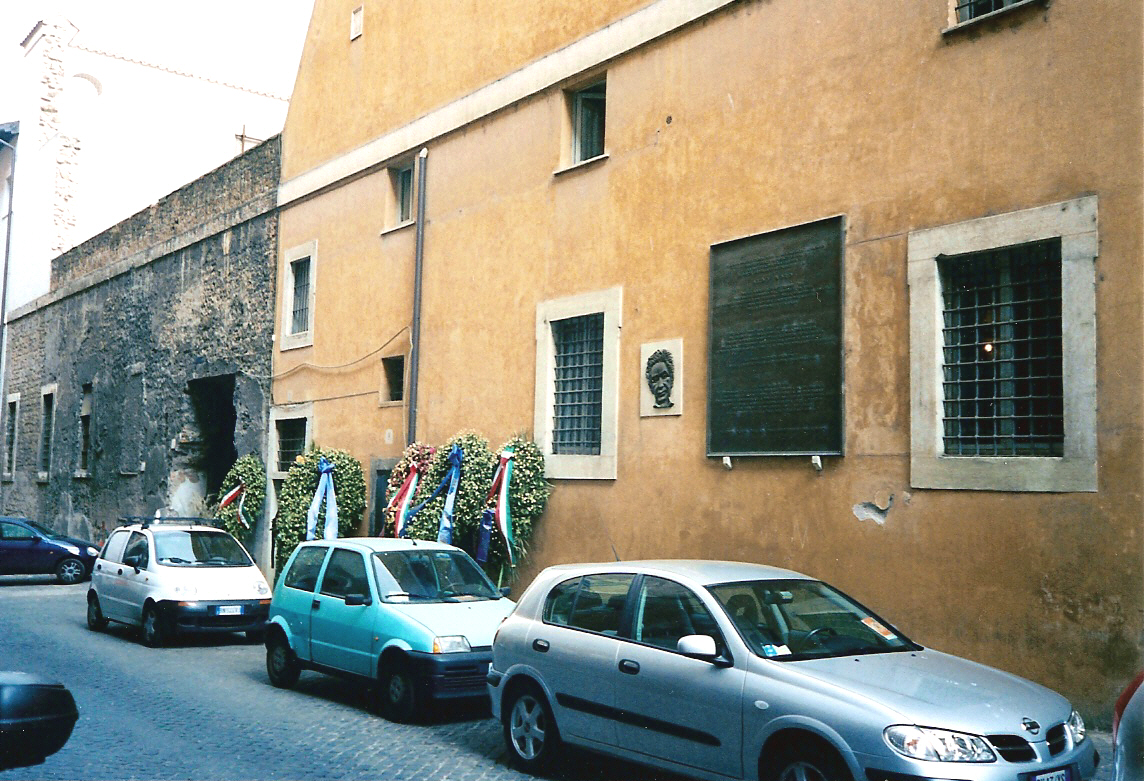
Imagen de la Via Michelangelo Caetani, Roma, en 2006, que muestra el monumento a Aldo Moro.

De gran erudición, su casa fue lugar de encuentro de académicos e intelectuales como François-René de Chateaubriand, Stendhal, Henry Wadsworth Longfellow, Franz Liszt, Honoré de Balzac, Renan, Hippolyte Taine, Frédéric Ozanam, Jean-Jacques Ampère, George Ticknor, Ferdinand Gregorovius, Alfred von Reumont o Démosthène Ollivier. En 1840, Caetani se casó con la condesa polaca Calixta Rzewuski, hija de Wacław Seweryn Rzewuski, un conocido orientalista polaco. Su hijo, Onorato, fue Ministro de Relaciones Exteriores del Reino de Italia, mientras que su hija Ersilia fue arqueóloga y la primera mujer admitida en la Academia Nacional de los Linces. Su segunda esposa fue la inglesa Margherita Knight y su tercera fue Harriette Ellis, hija de Charles Ellis, sexto barón Howard de Walden.
De ideología liberal, no toleraba a los extremistas y estaba alineado con Pellegrino Rossi. Se desempeñó como Ministro de policía en el gobierno del cardenal Bofondi (1846-1848), en colaboración con Carlo Troya y Michele Amari. Después de la Toma de Roma y su anexión a Italia como su tercera capital, Caetani se convirtió en Gobernador de Roma. Fue elegido dos veces para el Parlamento italiano y se le otorgó el Suprema Orden de la Santísima Anunciación debido a su servicio al Reino de Italia.
Una calle de Roma lleva el nombre de Michelangelo Caetani.

## Galería
|                                               |
| I. Visión general de la Divina Comedia (1855) |

|                                      |
| II. Ordenamiento del Infierno (1855) |

|                               |
| III. Mapa del Infierno (1855) |

|                                        |
| IV. Visión interna del Infierno (1855) |

|                                       |
| V. Ordenamiento del Purgatorio (1855) |

|                                     |
| VI. Ordenamiento del Paraíso (1855) |

|                                               |
| Divina Comedia descrita en seis planos (1855) |

## Obras
- Sermoneta, M. Caetani. (1821). La materia della Divina Commedia di Dante Alighieri dichiarata in VI tavole: da Michelangelo Caetani. Nueva ed. a cargo de G. L. Passerini. Florencia: G. C. Sansoni.
- Sermoneta, M. Caetani. (1852). Della dottrina che si asconde nell'ottavo e nono canto dell'Inferno della Divina Commedia di Dante Allighieri: esposizione nuova di Michelangelo Caetani. Roma: Menicanti.
- Sermoneta, M. Caetani. (1881). Tre chiose di Michelangelo Caetani duca di Sermoneta nella Divina Commedia di Dante Alighieri. 3. ed. Roma: Salviucci.
- Sermoneta, M. Caetani. (1857). Matelda nella divina foresta della Commedia di Dante Allighieri: [Purg. xxviii]; disputazione tuscalana. [Roma: Salviucci.
- Società dantesca italiana. (1900). La lettera di Dante in Or San Michele e la Fondazione Michelangelo Caetani di Sermoneta. Florencia: L. Franceschini.

## Cartas
- Sermoneta, M. Caetani: Epistolario, Florencia, 1902.
- Sermoneta, M. Caetani: Epistolario del duca Michelangelo Caetani di Sermoneta: corrispondenza dantsca. Florencia: [F. Lumachi, succ. flli. Bocca], 1903.
- Sermoneta, E. Caetani: Alcuni ricordi di Michelangelo Caetani. 2. ed. Milán: U. Hoepli, 1904.
- Fiorella Bartoccini (ed.): Lettere di Michelangelo Caetani duca di Sermoneta: Cultura e politica nella Roma di Pio IX. [Roma]: Istituto di studi romani, 1974.